# گل‌کوب سبیل‌دار
گل‌کوب سبیل‌دار (نام علمی: Dicaeum proprium) نام یک گونه از سرده گل‌کوب‌های اصلی است.